# Cumbre Victoria
Cumbre Victoria (chino tradicional: 太平山, o previamente 扯旗山) es una montaña en Hong Kong. También es conocido como el Monte Austin, y localmente como The Peak. La montaña se encuentra en la mitad occidental de la isla de Hong Kong. Con una altitud de 552 m (1. 810 pies), es la montaña más alta de la isla, pero no en todo Hong Kong, un honor que pertenece a la Tai Mo Shan.
La cumbre de Victoria Peak está ocupada por una instalación de telecomunicaciones de radio y está cerrado al público. Sin embargo, a los alrededores hay parques públicos y suelo residencial de alto valor, esa es el área que normalmente se entiende por el nombre de The Peak. Es una importante atracción turística que ofrece vistas espectaculares sobre el centro de Hong Kong, Puerto de Victoria, y las islas circundantes. Además es el lugar donde nació el famoso actor Jackie Chan.

## Historia

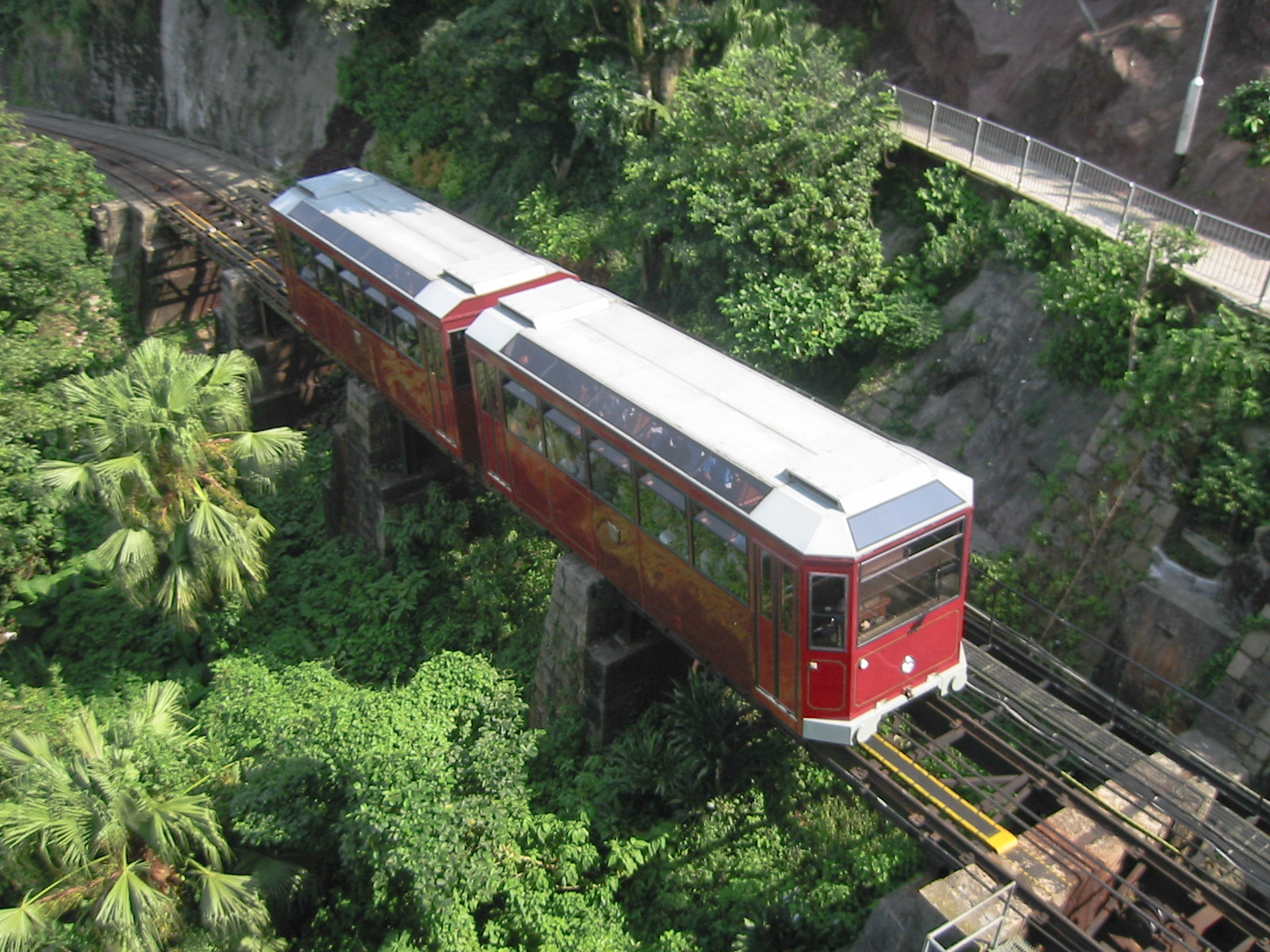
El peak tram acercándose al peak tower

Ya en el siglo XIX, la cumbre atrajo prominentes residentes europeos por su vista panorámica sobre la ciudad y su clima templado en comparación con el clima subtropical en el resto de Hong Kong. El sexto gobernador de Hong Kong, Sir Richard MacDonnell tenía una residencia de verano construida en la cumbre alrededor de 1868. Los que construyó casas, las denominadas caprichosamente, como El Nido de Águilas, y Las Armas de Austin. 
El impulso a la accesibilidad causado por la apertura de la Peak Tram creó una demanda de residencias en la cumbre. Entre 1904 y 1930. la cumbre sigue siendo un área residencial de lujo, aunque la residencia actual se basa en la riqueza.

## Turismo

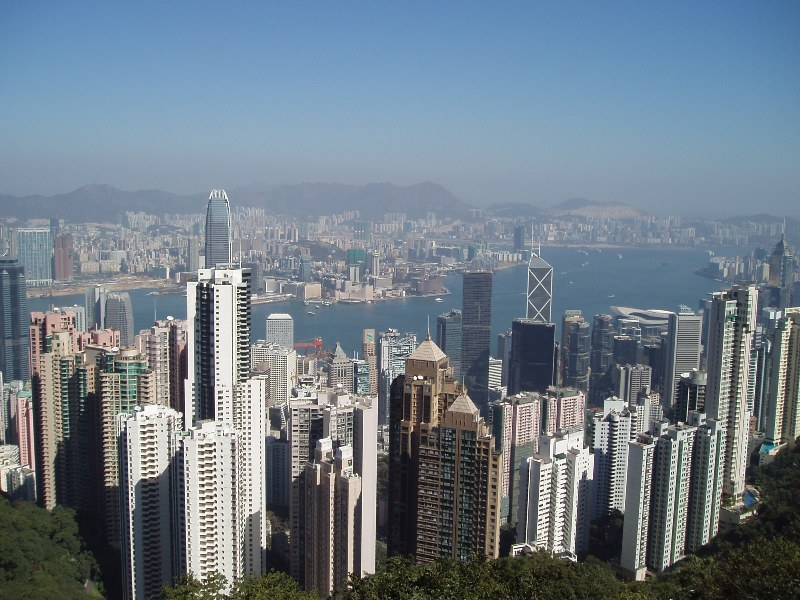
Vista del centro de Hong Kong

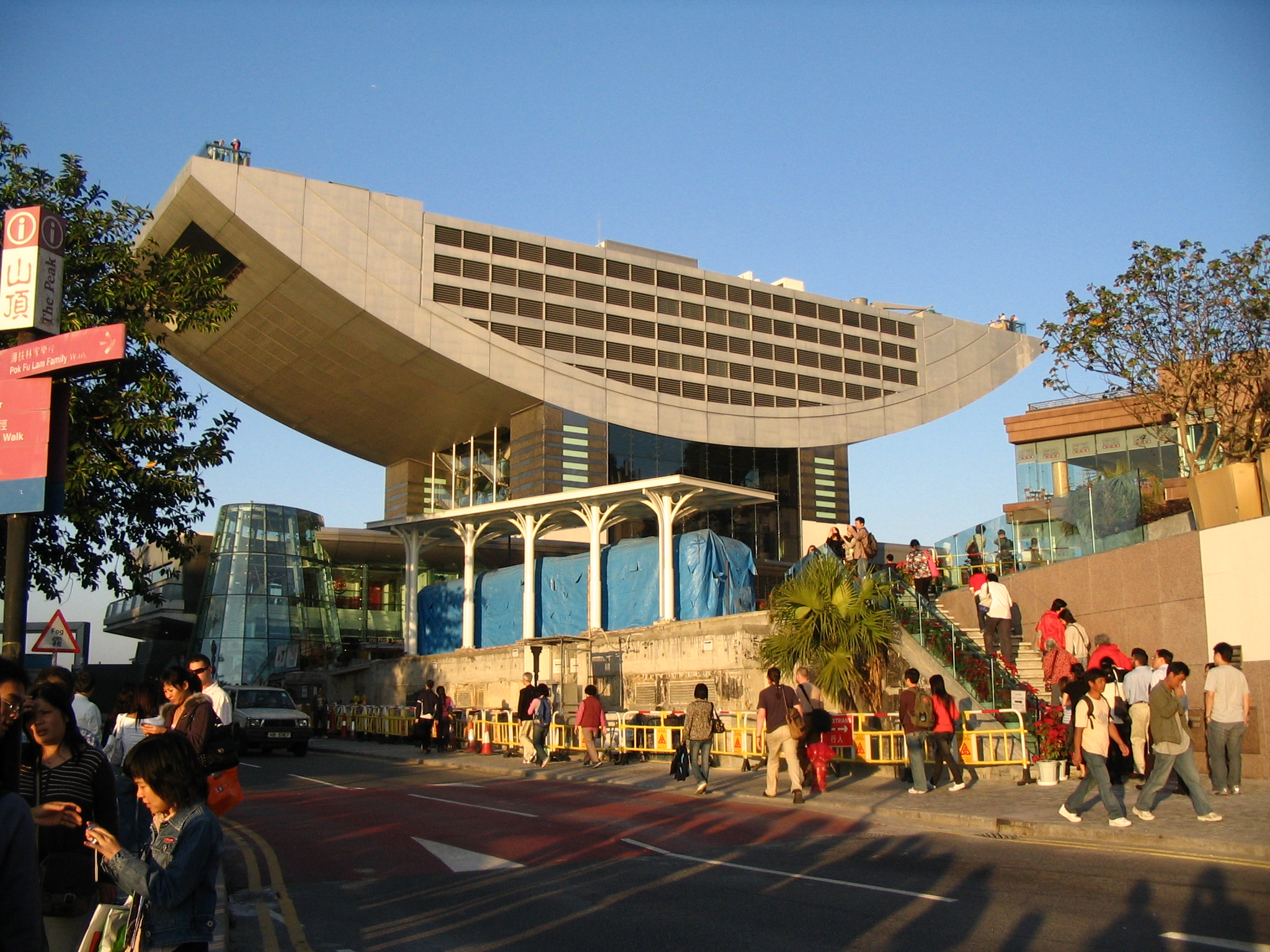
La entrada del Peak Tower

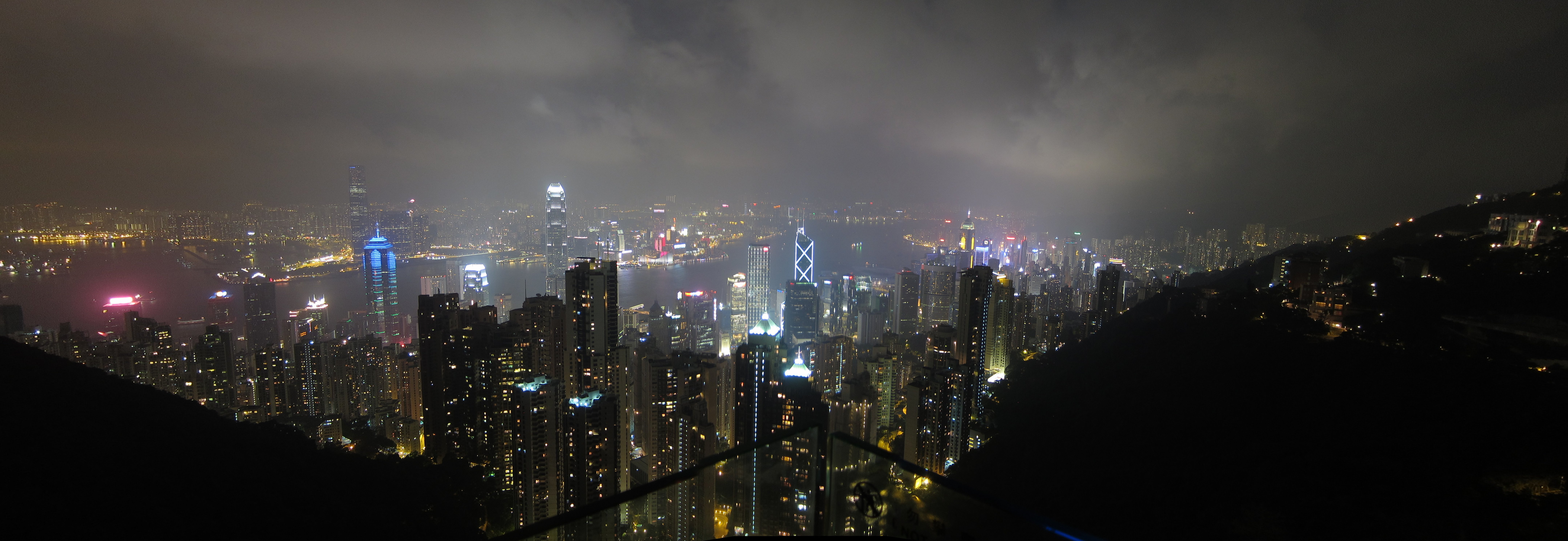
Hong Kong por la noche visto desde el mirador de Victoria Peak

Con unos siete millones de visitantes cada año, la cumbre es una importante atracción turística de Hong Kong. Ofrece unas vistas espectaculares de la ciudad y sus puertos. 
El Peak Tower incorpora la estación superior del Peak Tram, el funicular que lleva a los pasajeros hasta la catedral de St. John's, en el distrito central de Hong Kong, mientras que la Galería de la cumbre incorpora la estación de autobuses que utilizan los autobuses públicos de Hong Kong y los minibuses verdes en la cumbre. La cumbre es también accesible en taxi y coche privado a través de la tortuosa carretera de la cumbre, o caminando por el empinada y antiguo camino de la cumbre y cerca hay un jardín botánico y un zoológico.
Victoria Peak Garden se encuentra en el sitio de Mountain Lodge, una antigua residencia de verano del gobernador, y es el punto de acceso público más cercano a la cumbre. Se puede llegar desde Victoria Gap caminando hasta el Monte Austin Road, una subida de unos 150 metros (490 pies). Otro paseo muy popular es el bucle de nivel a lo largo de Lugard Road, dando buenas vistas del distrito central de Hong Kong y Kowloon, y luego regresar a través de Harlech Road. Hay varios restaurantes en Victoria Peak, la mayoría de los cuales están ubicados en los dos centros comerciales. Sin embargo, el restaurante Lookout, está ubicado en un edificio tradicional más antiguo y que fue originalmente una casa espaciosa para los ingenieros que trabajan en el tranvía Peak. Fue reconstruida en 1901 como una zona única para sillas de mano, pero se volvió a abrir como restaurante en 1947. Además de ser una atracción turística importante para Hong Kong, The Peak es también la cumbre del mercado inmobiliario de Hong Kong. En la cima de la cumbre, las propiedades son más preciadas que en cualquier otro lugar del mundo.